# Hospital Vell de Santa Tecla
Hospital Vell de Santa Tecla és un monument del municipi de Tarragona protegit com a bé cultural d'interès local. Antic hospital d'assistència a orfes, malalts i peregrins situat a la part alta de la ciutat, al costat de la catedral. L'hospital és l'única mostra d'una obra, que no sigui de culte, d'època romànica a Tarragona. La seva monumentalitat compta amb pocs paral·lels i sembla presentar un procés constructiu proper al del claustre de la catedral, fet que dona idea de l'activitat constructiva de la segona meitat del segle xii a la ciutat de Tarragona.
L'edifici és la seu del Consell Comarcal del Tarragonès.
L'escut de la façana està protegit i declarat Bé Cultural d'Interès Nacional.

## Descripció
Malgrat que es pensa que es tractava d'un edifici de planta pràcticament quadrangular i dues plantes, actualment només es conserva d'època medieval, la façana principal amb el porxo d'entrada.

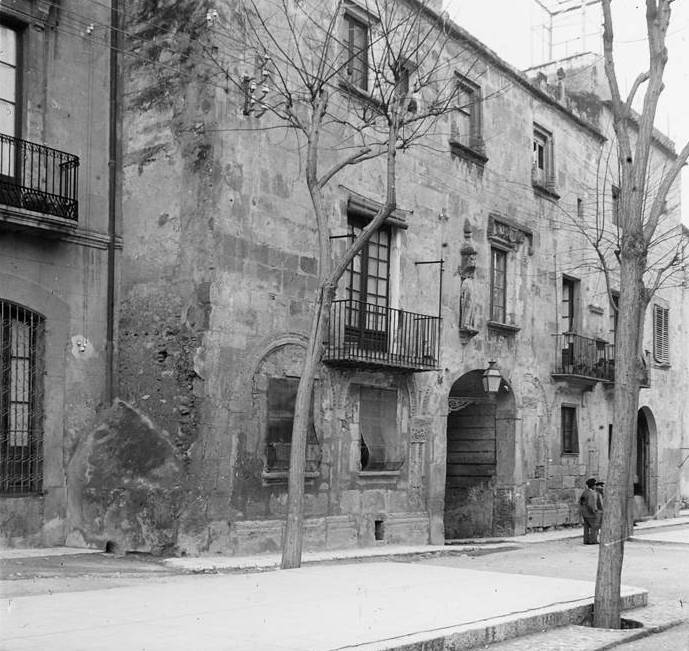
Vista de l'antic hospital el 1915.

A nivell de l'actual carrer de les Coques s'estén el porxo d'arcs de mig punt romànics sobre muntants, amb les cinc obertures majors, a la cara principal i les dues més petites i elevades a la façana lateral. El conjunt descansa sobre un basament corregut, sòcol on es pot veure una creu incisa que recorda la proximitat dels enterraments al fossar de la catedral. Als muntants s'observen dues columnetes laterals i quatre frontals adossades, constituïdes pel plint, base àtica, fust, capitell, cimaci i àbac. Els arcs mostren clau entre els bossellets, que ressegueixen les columnetes. A nivell del primer pis s'observen les restes d'una finestra geminada romànica.
Posteriorment es va edificar la façana sobre el porxo, s'ordenen de manera equilibrada dues grans obertures a la primera planta i, intercalades amb les anteriors, tres més al pis superior, sèrie aquesta que es prolonga al mur occidental amb una quarta obertura. La finestra geminada romànica fou cegada en aquest moment, que es data entorn del 1464.
La cornisa superior consisteix en un bossell, un cavet i un banquet que suportaria un rengle de pseudomerlets de tres graons. Dels dos primers, el de la dreta serveix de base a una creu grega claviculada buidada i pomejada o trevolada que s'ha datat a la segona meitat del segle xiii.
Escut amb l'anagrama de Jesús flanquejat per dos animals seguits de pàmpols i raïms.
Al primer pis es va obrar una fornícula plenament renaixentista, dotada d'una peanya piramidal, sobre la qual es va disposar una imatge gòtica procedent de la capella de les Onze Mil Verges de la Catedral i actualment substituïda per una còpia.
A l'interior, la sala coberta de volta amb arcs diafragmàtics i teulada a doble vessant es pot connectar amb la tipologia dels hospitals de Santa Magdalena de Montblanc i d'en Colom de Barcelona.
Cal destacar, així mateix, que al subsòl de l'antic hospital es tenen documentades restes romanes corresponents a l'estructura de pòrtic lateral del costat oriental del recinte de culte provincial de tercer quart del segle i.

## Història
Antic hospital de la ciutat la construcció del qual fou iniciada gràcies a la donació testamentària de l'arquebisbe Hug de Cervelló, l'any 1171 "hospitali quod ipse in Tarracona". L'any 1184, en una butlla de Luci III, se cita de nou l'hospital de pobres que tenia assignades les rendes de Sant Miquel i Sant Lleonard pel seu manteniment. El 1220 ja hi havia malalts, dada que implica el termini de la construcció.
De l'administració en tenia cura el capítol catedralici, que instituí el càrrec d'hospitaler.
Dos segles després el Municipi fundà el seu propi hospital, a causa de les dificultats econòmiques d'un i d'altre l'arquebisbe Pere d'Urea n'ordenà la fusió el 1464, quedant instal·lat a l'edifici que ens ocupa. A l'època de la fusió s'atribueix la part gòtica de la façana. El 1580 l'espai resulta insuficient i les condicions no milloren, de manera que es tanca el 1588 quan ja està acabat l'edifici nou. Des d'aquest moment l'edifici es fragmenta per l'interior per fer-ne habitatges particulars.
El 1989 el Consell Comarcal del Tarragonès acorda instal·lar la seva seu i el 1992 s'inauguren les noves dependències. Els projectes de rehabilitació de l'antic Hospital, els va redactar l'arquitecte Jaume Costa i Pallejà el 1991. Com a seu del Consell Comarcal, l'any 1995, es va fer una primera ampliació, que va ocupar la casa del carrer de Santa Tecla núm. 1. Entre els anys 2000-2002 és feu una segona ampliació ocupant les cases del carrer de Santa Tecla núms 3 i 5.